# 旌表故儒士胡成相妻方氏石坊
旌表故儒士胡成相妻方氏石坊位于安徽省黄山市绩溪县县城华阳镇良安路东端南侧，绩溪博物馆斜对面。2000年3月30日，公布为绩溪县文物保护单位。
旌表故儒士胡成相妻方氏石坊高7.8米。上有“圣旨”、“节凛冰霜’字样。